# Trachypetrella
Trachypetrella is een geslacht van rechtvleugeligen uit de familie Pamphagidae. De wetenschappelijke naam van dit geslacht is voor het eerst geldig gepubliceerd in 1910 door Kirby.

## Soorten
Het geslacht Trachypetrella  is monotypisch en omvat slechts de volgende soort:
- Trachypetrella anderssonii (Stål, 1875)